# Taraclia
Taraclia (în bulgară și rusă Тараклия) este un oraș din sudul Republicii Moldova, reședința raionului Taraclia. Este centrul administrativ, cultural și istoric al bulgarilor din Republica Moldova.

## Geografie

### Amplasare
Orașul Taraclia se află la sudul Stepei Bugeacului, pe partea stângă a râulețului Lunguța, la 161 km de capitala Moldovei, Chișinău.

### Resurse naturale
Resursele funciare ale orașului Taraclia sunt 8.508 ha, dintre care cea mai mare parte o constituie terenurile cu destinație agricolă – 6.630 ha sau 70,1% din totalul terenurilor. În structura terenurilor agricole predomină pământul arabil 5.520 ha. Plantațiile multianuale constituie 612 ha și sunt formate din 402 ha vii și 210 ha livezi.
Pentru Taraclia este specifică o pondere mare a fondului silvic – 9,5% comparativ cu 3-4% caracteristic pentru zona de sud a republicii. Fondul silvic ocupă 806 ha, dintre care pădurile – 637 ha și fâșiile forestiere – 169 ha.
La sud de oraș, de-a lungul pantei stângi a vâlcelei (ocolul silvic Taraclia, Taraclia-II, parcela 20, subparcela 1), este amplasat aflorimentul de lângă orașul Taraclia, o arie protejată din categoria monumentelor naturii de tip geologic sau paleontologic.

## Istorie
După terminarea războiului ruso-turc din 1812, bulgarii și găgăuzii, care locuiau pe teritoriile de dincolo de Prut și Dunăre, au fost colonizați pe teritoriile sudice ocupate de armata rusă. Astfel în anul 1813 s-a înființat localitatea Taraclia, iar în 1817 este încheiată zidirea bisericii cu hramul Sfântului Gheorghe.
Între anii 1925-1940 și 1941-1944 satul a fost reședința plășii Traian din județul Cahul.
În anul 1947, Taraclia devine centru administrativ al raionului cu același nume. În prezent, populația de bază a orașului o constituie bulgarii, dar în oraș de asemenea locuiesc găgăuzi, ucraineni, români și alte naționalități. În anul 2002 Taraclia s-a înfrățit cu orașul bulgar Nova Zagora și colaborează cu el în domeniul economic și cultural.

## Demografie

### Structura etnică
Structura etnică a orașului conform recensământului populației din 2004:
| Grup etnic         | Populație | Procentaj |
| ------------------ | --------- | --------- |
| Bulgari            | 10.732    | 78,02%    |
| Ruși               | 802       | 5,83%     |
| Găgăuzi            | 784       | 5,7%      |
| Moldoveni / români | 759       | 5,52%     |
| Ucraineni          | 474       | 3,44%     |
| Țigani             | 99        | 0,72%     |
| Alții              | 106       | 0,77%     |
| Total              | 13.756    | 100%      |

### Structura lingvistică
Structura lingvistică de Taraclia în anul 2014:
| Limba            | Numărul de vorbitori | Procent |
| ---------------- | -------------------- | ------- |
| limba română     | 241                  | 1.95%   |
| limba rusă       | 6073                 | 49.15%  |
| limba bulgară    | 5594                 | 45.27%  |
| limba romani     | 23                   | 0.18%   |
| limba ucraineană | 8                    | 0.06%   |
| limba găgăuză    | 46                   | 0.37%   |
| Altă limbă       | 10                   | 0.08%   |
| Bilingvi         | 360                  | 2.91%   |
| Numărul total    | 12.355               | 100%    |

## Economie
Economia orașului este formată din sectorul agrar și industria de prelucrare a producției agricole. Baza producției industriale o reprezintă întreprinderea moldo-rusă „Santec”, două întreprinderi de prelucrare a strugurilor, combinatul de prelucrare a lemnului și alți agenți economici. Întreprinderea „Santec” și-a început activitatea în 2003 și produce anual 1,5 mln. m2 de teracotă, care în volum de 80% este exportată în Rusia, Ucraina, Kazahstan și România. La întreprindere lucrează 320 persoane.
Pe teritoriul orașului funcționează Zona Antreprenoriatului Liber în care activează 9 agenți economici. Serviciul de transport este asigurat de patru întreprinderi de transport.
Pe teritoriul orașului funcționează 64 puncte de comerț, 5 unități de alimentare publică și 4 filiale ale băncilor comerciale.
Sectorul agrar al orașului este reprezentat de 2 agenți economici mari, care dețin 3.472 ha și, respectiv, 1.890 ha teren arabil, 2 agenți economici mici care dețin câte 65 ha și, respectiv, 49 ha teren arabil și 68 gospodării țărănești.

### Finanțele publice locale
Veniturile publice ale bugetului orașului Taraclia în anul 2003 au constituit 5.162 mii lei. Transferurile – 2.649 mii lei sau 51% din totalul veniturilor. O pondere semnificativă în veniturile publice locale o dețin veniturile de la realizare a proprietății publice – 553 mii lei sau peste 10% din totalul veniturilor și de la realizarea terenurilor 260 mii lei sau 55% – din total.

## Administrație și politică
Primarul orașului Taraclia este Veaceslav Lupov, reales în noiembrie 2023.
Componența Consiliului local Taraclia (23 de consilieri), ales la 5 noiembrie 2023, este următoarea:
|  | Partid                                        | Consilieri | Componență | Componență | Componență | Componență | Componență | Componență | Componență | Componență | Componență | Componență | Componență | Componență | Componență | Componență |
|  | --------------------------------------------- | ---------- | ---------- | ---------- | ---------- | ---------- | ---------- | ---------- | ---------- | ---------- | ---------- | ---------- | ---------- | ---------- | ---------- | ---------- |
|  | Partidul „Renaștere”                          | 14         |            |            |            |            |            |            |            |            |            |            |            |            |            |            |
|  | Partidul Socialiștilor din Republica Moldova  | 3          |            |            |            |            |            |            |            |            |            |            |            |            |            |            |
|  | Partidul Comuniștilor din Republica Moldova   | 2          |            |            |            |            |            |            |            |            |            |            |            |            |            |            |
|  | Candidat independent SERGHEI CHIOSE           | 1          |            |            |            |            |            |            |            |            |            |            |            |            |            |            |
|  | Candidat independent DMITRI GHEORGHIEV        | 1          |            |            |            |            |            |            |            |            |            |            |            |            |            |            |
|  | Partidul Dezvoltării și Consolidării Moldovei | 1          |            |            |            |            |            |            |            |            |            |            |            |            |            |            |
|  | Candidat independent DMITRII CALTACCI         | 1          |            |            |            |            |            |            |            |            |            |            |            |            |            |            |

## Infrastructură
Asigurarea cu apă este efectuată de către întreprinderea municipală „Apă Canal”, care asigură populația orașului și agenții economici în proporție de 85%. Aprovizionarea cu energie termică este efectuată de întreprinderea municipală „TermoTar”, care furnizează căldură la apartamentele din blocurile de locuit și instituțiilor bugetare. 
În oraș sunt 3.590 linii telefonice, inclusiv 2.934 la populație. Gradul de telefonizare a orașului este de 55%.
Transportul urban este efectuat de două microbuze care leagă partea istorică a orașului cu microraionul nou.

## Social
Populația orașului Taraclia este de 15.340 persoane. Taraclia este unicul oraș din Moldova în care populația este majoritar bulgară. Sistemul de educație a orașului este format din 4 instituții preșcolare cu 780 de copii, 2 școli de cultură medie generală cu 1.620 de elevi, un gimnaziu cu 360 elevi și un liceu cu 450 elevi. De asemenea, pe teritoriul orașului funcționează colegiul-liceu „Sfinții Chiril și Metodiu” în care învață 360 elevi și studenți. Ocrotirea sănătății este asigurată de spitalul raional cu 178 locuri în care lucrează 82 medici și 255 personal medical mediu, un centru al medicilor de familie și o rețea de farmacii. Orașul dispune de un stadion cu o capacitate de 1.500 locuri.

## Cultură
Instituțiile culturale ale orașului sunt: Casa de cultură cu o capacitate de 580 locuri, Muzeul Etnografic, o bibliotecă publică și 3 biblioteci școlare. În oraș funcționează studioul de televiziune locală STV-41 și 2 ziare locale „Vecernia Taraclia” ziar lunar și „Svet”, săptămânal.

## Personalități

### Născuți în Taraclia
- Olimpi Panov (1852 – 1887), revoluționar și militar bulgar;
- Timofei Silistaru (1894 - ?), om politic;
- Irina Parpulova (1931 – 2009), jucătoare de dame sovietică și moldoveană;
- Dimităr Borimecikov (n. 1949), jurnalist, fotograf și poet moldovean de etnie bulgară;
- Veaceslav Kogut (n. 1950), om politic;
- Grigore Caramalac (n. 1965), om de afaceri;
- Nicolai Paslar (n. 1980), luptător sportiv bulgar.